# Parafia Niepokalanego Serca Najświętszej Maryi Panny w Dylągówce
Parafia Niepokalanego Serca Najświętszej Maryi Panny w Dylągówce – parafia rzymskokatolicka znajdująca się w archidiecezji przemyskiej w dekanacie Błażowa. 

## Historia
W 1981 roku podjęto decyzję o budowie kościoła w Dylągówce. W latach 1982–1984 zbudowano murowany kościół, według projektu arch. inż. Władysława Jagiełły i arch. inż. Andrzeja Smoczyńskiego. 
1 lipca 1983 roku została erygowana parafia z wydzielonego terytorium parafii Hyżne. 3 czerwca 1984 roku bp Ignacy Tokarczuk poświęcił kościół pw. Niepokalanego Serca Najświętszej Maryi Panny.
Na terenie parafii jest 973 wiernych.
Proboszczowie parafii:
1983–2000, ks. kan. Tadeusz Czerwiński.
2000–2013. ks. kan. Emil Stopa.
2013–2020. ks. kan. Jan Cag.
2020– nadal ks. Robert Świtalski.